# فرانسوا مائه
فرانسوا مائه (فرانسوی: François Mahé‎؛ ۲ سپتامبر ۱۹۳۰ – ۳۱ مهٔ ۲۰۱۵) دوچرخه‌سوار اهل فرانسه بود.